# Ectomobile
De Ectomobile is het fictieve voertuig van de Ghostbusters. Binnen het Ghostbusters-universum bestaan er verschillende versies van het voertuig, waaronder de Ecto-1, Ecto-1A en Ecto-2.

## Beschrijving
De originele Ectomobile, de Ecto-1, is gebaseerd op een Cadillac Miller-Meteor ambulance uit 1959. Deze Cadillac werd in commerciële chassisvorm (type 6890) geleverd aan de carrosseriebouwer Miller-Meteor. Miller-Meteor vervaardigde het carrosserie en verrichtte de eindmontage tot lijkwagen of ambulance, onder de modelnaam "Futura Duplex". Er zijn slechts 400 modellen van dit type geproduceerd.
Voor de productie van Ghostbusters werden twee modellen aangeschaft. De ene werd gebruikt als het 'wrak' dat gekocht wordt door Ray Stantz, terwijl de andere werd aangepast tot de Ecto-1. Tijdens de productie van Ghostbusters II begaf de aandrijving van de Ecto-1 het, waarna de andere auto is omgebouwd tot de Ecto-1A en gebruikt is voor de rest van de productie. Beide fictieve voertuigen waren de creatie van Steven Dane.
In eerste instantie werden beide voertuigen aan hun lot overgelaten op een backlot van Universal Studios, tot verontwaardiging van fans. In 2007 is de Ecto-1 uiteindelijk gerestaureerd door Cinema Vehicles Services. Dit was voor promotionele doeleinde omtrent de publicatie van Ghostbusters: The Video Game in 2009. Sinds 2014 staat de Ecto-1 tentoongesteld in het Petersen Automotive Museum in Los Angeles. Vanwege een beperkt budget is de Ecto-1A destijds niet gerestaureerd. In 2013 leidde dit tot een petitie van fans, die het voertuig over wilde nemen voor de schrootwaarde. Dit motiveerde Sony om het voertuig in opslag te plaatsen. Voor de nieuwe Ghostbusters film, Ghostbusters: Afterlife, is het voertuig gerestaureerd en omgebouwd naar een Ecto-1. Echter is de ladder omgewisseld naar de bestuurderskant, en is een achterste passagiersdeur veranderd naar een zelfmoorddeur voor een uitschuifbare schuttersstoel.
De Ghostbusters film uit 2016 was een reboot, in plaats van een vervolg. De Ectomobile in deze film is gebaseerd op een Cadillac Fleetwood Hearse uit 1984, en staat bekend als de Ecto-2.